# Dipterocarpus sarawakensis
Dipterocarpus sarawakensis là một loài thực vật có hoa trong họ Dầu. Loài này được Slooten mô tả khoa học đầu tiên năm 1961.